# Bořetín, Pelhřimov
Bořetín là một làng thuộc huyện Pelhřimov, vùng Vysočina, Cộng hòa Séc.